# ستيفن شنايدر
ستيفن هنري شنايدر (11 فبراير 1945 - 19 يوليو 2010) أستاذ علم الأحياء البيئي والتغير العالمي في جامعة ستانفورد، وهو مدير مشارك في مركز علوم وسياسة البيئة في معهد فريمان سبوغلي للدراسات الدولية وزميل أقدم في معهد ستانفورد وودز للبيئة. عمل شنايدر كمستشار للهيئات الفيدرالية وموظفي البيت الأبيض في إدارات ريتشارد نيكسون وجيمي كارتر ورونالد ريغان وجورج دبليو بوش وبيل كلينتون وجورج دبليو بوش وباراك أوباما.

## وصلات خارجية
- ستيفن شنايدر على موقع IMDb (الإنجليزية)
- ستيفن شنايدر على موقع ديسكوغز (الإنجليزية)
- ستيفن شنايدر على موقع قاعدة بيانات الفيلم (الإنجليزية)